# Szkoła Marzeń
Szkoła Marzeń (kor.: 드림하이, MOCT: Deurim Hai) – muzyczny serial południowokoreański nadawany przez stację KBS2 od 3 stycznia 2011 do 28 lutego 2011 roku.
Serial jest dostępny z napisami w języku polskim za pośrednictwem platformy Viki, pod tytułem Szkoła Marzeń.

## Fabuła
Sześć osób w prestiżowym liceum Kirin marzy o zostaniu sławnymi piosenkarzami. Podczas lat szkolnych uczą się, trenują śpiew, pisanie piosenek i taniec. Przeżywają razem wspólne wzloty i upadki. Każdy ze studentów ma swoje własne mocne i słabe strony, ale starają się wzajemnie wspierać w dążeniu do kariery.

## Obsada
- Bae Suzy jako Go Hye-mi
- Kim Soo-hyun jako Song Sam-dong
- Taecyeon jako Jin-gook/Hyun Shi-hyuk
- Eunjung jako Yoon Baek-hee
- Wooyoung jako Jason
- IU jako Kim Pil-sook